# Wyspa Świętej Katarzyny
Wyspa Świętej Katarzyny (port. Ilha de Santa Catarina) – wyspa u wybrzeży Brazylii w stanie Santa Catarina, w południowo-wschodniej części kraju. 
Wyspa jest położona równolegle do wybrzeża kontynentu, ma długość ok. 54 km i największą szerokość 18 km. Poprzez cieśninę o szerokości ok. 500 m jest połączona ze stałym lądem dwoma mostami, które są zlokalizowane w stolicy regionu – Florianopolis. 
Geologicznie wyspa należy do przybrzeżnych łańcuchów Serra do Mar i Serra Geral, jej teren jest w większości górzysty, pokryty tropikalną dżunglą, z najwyższym punktem Ribeirão da Ilha o wysokości 532 m. Wschodni brzeg wyspy jest płaski, istnieją tu laguny, jeziora przybrzeżne i plaże.  Środkową część wybrzeża od strony zachodniej pokrywa roślinność namorzynowa, która jest chroniona w rezerwacie Marinha do Pirajubaé u ujścia rzeki Tavares.
Wyspa jest popularnym regionem turystycznym Brazylii z uwagi na ciepły, subtropikalny klimat, piękne plaże, przyrodę i możliwość uprawiania sportów wodnych. Znajduje się tu port lotniczy z połączeniami do kilku miast w Brazylii.

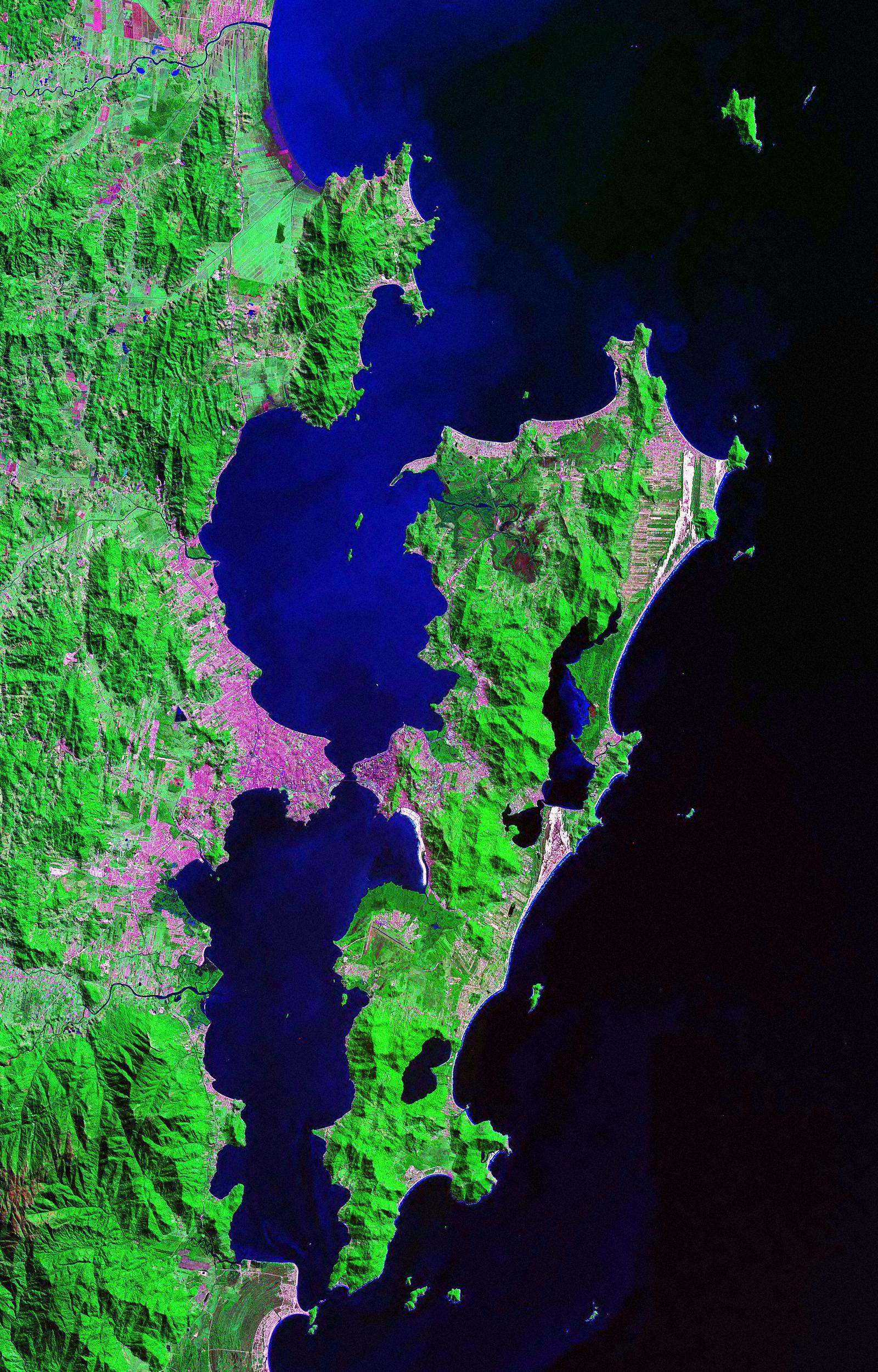
Wyspa Św. Katarzyny na zdjęciu satelitarnym